# Scopelogadus mizolepis
Scopelogadus mizolepis är en fiskart som först beskrevs av Günther, 1878.  Scopelogadus mizolepis ingår i släktet Scopelogadus och familjen Melamphaidae.

## Underarter
Arten delas in i följande underarter:
- S. m. mizolepis
- S. m. bispinosus